# Takenaka Shigeharu
Takenaka Shigeharu (竹中重治 (Trúc Trung Trọng Trị) 1544–1579), hay còn gọi là Hanbei (半兵衛 (Bán Binh Vệ)) là một samurai người Nhật trong thời đại Sengoku thế kỷ 16. Ông phục vụ cho gia tộc Saito ở tỉnh Mino, nhưng sau đó nổi dậy và chiếm cứ lâu đài của nhà Saito ở núi Inaba. Toyotomi Hideyoshi rất ấn tượng vì chiến thuật này nên ông đã mời Shigeharu làm quân sư cho mình. Shigeharu đã cống hiến rất nhiều cho Hideyoshi với tài năng quân sự trác tuyệt của mình.

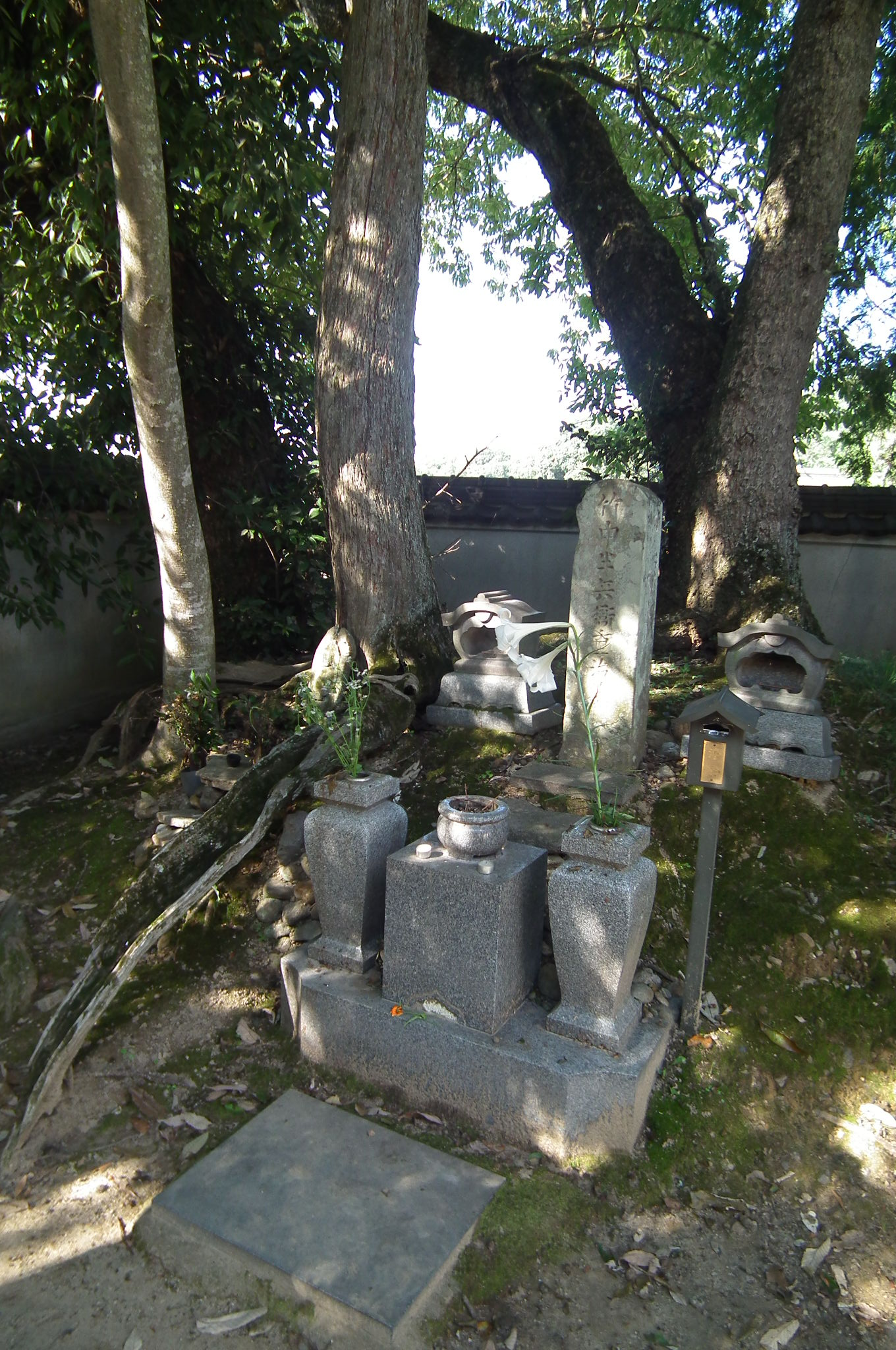

Ông qua đời trong chiến dịch công kích của Hideyoshi vào nhà Mōri ở vùng Chūgoku, khi lâu đài Miki bị bao vây. Takenaka Shigekado, con trai và người kế thừa Shigeharu, tiếp tục phục vụ Hideyoshi sau khi cha chết. Trong trận Sekigahara, ông về phe của Tokugawa Ieyasu, và đất đai của ông ở Bodaisan được an toàn. Gia đình Takenaka sau đó trở thành gia đình hatamoto (chư hầu lớp trên của Mạc phủ Tokugawa), và chuyển khỏi lâu đài cũ ở Bodaisan đến lâu đài Iwate. Đáng chú ý là đất đai của nhà Takenaka bao gồm cả làng Sekigahara.
Vào giữa thế kỷ 19, hậu duệ của Shigeharu, Takenaka Shigekata làm chỉ huy trong quân đội của Tokugawa ở Fushimi trong trận Toba-Fushimi.

## Thông tin liên quan
- Shigeharu thường được ví von với Gia Cát Lượng thời Tam Quốc. Điều này đa phần là do câu chuyện được tiểu thuyết hóa về việc Hideyoshi phải đến gặp Shigeharu rất nhiều lần mới mời được ông về dưới trướng của mình, khá giống với "Tam cố thảo lư" của Lưu Bị với Gia Cát Lượng.[3]
- Shigeharu (với tên gọi Hanbei) được mô tả trong game Sengoku Basara 2 của Capcom, do Akira Ishida lồng tiếng[4] Ông cầm một thanh kiếm roi, khá giống với thanh roi của Ivy trong Soul Calibur.

## Link liên quan
- Thông tin về lâu đài Iwate Lưu trữ ngày 18 tháng 1 năm 2007 tại Wayback Machine (tiếng Nhật)
- Thông tin về lâu đài Bodaisan Lưu trữ ngày 3 tháng 7 năm 2007 tại Wayback Machine (tiếng Nhật)
- Tranh khắc gỗ Lưu trữ ngày 28 tháng 9 năm 2007 tại Wayback Machine
- Phần mộ của Shigeharu Lưu trữ ngày 22 tháng 7 năm 2011 tại Wayback Machine